# Šefket Čapadžiev
Šefket Čapadžiev (Madan, 24 aprile 1939) è un imprenditore e filantropo statunitense, di origine bulgara.
È noto per essere il più ricco emigrato bulgaro. La sua tipografia è tra le più grandi degli Stati Uniti d'America. Vive a Chicago.

## Biografia
È nato nella piccola città di Madan, nei Rodopi, il 24 aprile 1939. Suo padre, Sadăk Čapadžiev, era un piccolo commerciante nella sua regione natale. Šefket ha una sorella maggiore e un fratello minore.
Suo padre era un collaboratore di Nikola Petkov e per questo motivo la sua famiglia fu deportata nel villaggio di Borinci, vicino a Kotel, tra il 1949 e il 1954. Šefket incominciò gli studi liceali a Kotel. La sua famiglia ottenne nel 1953 il permesso di tornare nella natia Madan, dove completò gli studi secondari.
Šefket incontrò Hamid Rusev del villaggio di Gorna Arda a Madan. Colpito dal fatto che, a causa della sua origine, non fosse stato reclutato nell'esercito regolare, ma nelle truppe di lavoro, il giovane Šefket concepì  l'idea di lasciare la Bulgaria. Dopo aver letto il diario di viaggio "To Chicago and Back" di Aleko Konstantinov, decise che il paese in cui avrebbe dovuto stabilirsi erano gli Stati Uniti d'America. Il giovane Čapadžiev condivise il suo desiderio con il suo amico Hamid Rusev, che stava pensando di fare lo stesso.

### Espatrio
Dopo che Šefket condivise con Hamid il suo sogno di fuggire, iniziarono a cercare come attraversare il confine tra Bulgaria e Grecia. A quel tempo, Šefket era il capo tesoriere di un'azienda agricola statale di Madan. Era conosciuto tra la gente del posto per la sua gentilezza e integrità. Quando fuggì, portò con sé la chiave della cassaforte, temendo che se l'avesse lasciata qualcuno avrebbe potuto rubarne il contenuto.
I due amici attraversarono il confine a mezzanotte del 30 luglio 1963. Le autorità di frontiera greche li portarono prima a Drama, poi in un campo a Kavala. Un mese dopo furono trasferiti in un campo di emigranti a Laurio, nell'Attica, ove rimasero per 11 mesi prima di raggiungere Chicago.
Arrivarono a New York in nave. Sbarcato al porto, Čapadžiev aveva in tasca 75 centesimi. Iniziò a lavorare come venditore ambulante di olio per strada, poi entrò in una fabbrica di abrasivi. Un anno dopo si trasferì a Washington, dove iniziò a lavorare nel ristorante del Fondo Monetario Internazionale, per poi trasferirsi in una piccola tipografia.
Dopo 5 anni acquistò 3 vecchie piegacarte, e aprì la sua prima fabbrica, che è divenuta una delle più grandi tipografie degli Stati Uniti. Čapadžiev possiede immobili a Chicago, a New York, in Florida, in Ecuador. Possiede molti appartamenti e hotel nelle località più costose degli Stati Uniti.
È un grande benefattore della comunità ecclesiastica bulgara locale (a Chicago), degli orfanotrofi e delle case popolari negli Stati Uniti e in Bulgaria. Con i suoi fondi fu eretto a Chicago un busto di Aleko Konstantinov. Ha donato 1 milione di dollari per rinnovare l'ospedale della sua città natale di Madan all'inizio del 2019.
È stato dichiarato cittadino onorario dello stato dell'Illinois e della sua città natale di Madan. È noto anche per essere il primo bulgaro che ha pagato 200.000 dollari per volare nello spazio.
La vicenda di Šefket Čapadžiev è narrata in Confine di Kapka Kassabova.

### Vita privata
Šefket Čapadžiev ha sposato Magdalena, di origine ecuadoriana. Ha 2 figlie: Sofia, insegnante universitaria, e Sabrina, musicista, e un figlio, Sammy.